# Frank Havens
Frank Benjamin Havens (Arlington, 1 de agosto de 1924-Harborton, 22 de julio de 2018) fue un deportista estadounidense que compitió en piragüismo en la modalidad de aguas tranquilas.
Participó en cuatro Juegos Olímpicos de Verano entre los años 1948 y 1960, obteniendo dos medallas, plata en Londres 1948, y oro en Helsinki 1952.

## Palmarés internacional
| Juegos Olímpicos | Juegos Olímpicos      | Juegos Olímpicos | Juegos Olímpicos |
| Año              | Lugar                 | Medalla          | Evento           |
| ---------------- | --------------------- | ---------------- | ---------------- |
| 1948             | Londres (Reino Unido) | Medalla de plata | C1 10 000 m      |
| 1952             | Helsinki (Finlandia)  | Medalla de oro   | C1 10 000 m      |